# Vézins-de-Lévézou
Vézins-de-Lévézou – miejscowość i gmina we Francji, w regionie Oksytania, w departamencie Aveyron. W 2013 roku jej populacja wynosiła 660 mieszkańców. Przez gminę przepływa rzeka Vioulou, natomiast na jej terenie swoje źródła ma rzeka Viaur. Gmina położona jest na terenie Parku Regionalnego Grands Causses. 